# Atletica leggera ai Giochi della XXI Olimpiade - 5000 metri piani

Video integrale della Finale

I 5000 metri piani hanno fatto parte del programma maschile di atletica leggera ai Giochi della XXI Olimpiade. La competizione si è svolta nei giorni 28-30 luglio 1976 allo Stadio Olimpico (Montréal).

## Presenze ed assenze dei campioni in carica
| Competizione      | Atleta         | Prestazione | Montréal 1976   |
| ----------------- | -------------- | ----------- | --------------- |
| Monaco 1972       | Lasse Virén    | 13'26”4     | Presente        |
| Commonwealth 1974 | Ben Jipcho     | 13'14”4     | Kenya assente   |
| Europei 1974      | Brendan Foster | 13'17”2     | Presente        |
| Asiatici 1974     | Shivnath Singh | 14'20”50    | Non qualificato |

1. ↑  Per il boicottaggio.

## La gara
Dopo la fresca vittoria sui 10.000, con cui bissava il successo di Monaco, appare chiara l'intenzione di Lasse Virén di fare sua anche la distanza più corta, il che gli consentirebbe di realizzare uno storico poker.
Nelle batterie il britannico Brendan Foster, campione europeo, batte il record olimpico con 13'20"34. Emiel Puttemans, primatista mondiale, invece si ritira.
In finale Brendan Foster vuole essere protagonista e si mette davanti al gruppo fin dai primi giri. Dietro di lui Viren controlla la gara. Il passaggio ai 3000 metri è lento (8'16"2); il finlandese prova ad allungare quando mancano mille metri e assottiglia il gruppo di testa: alla campana a contendersi la vittoria sono Viren, i britannici Foster e Stewart, i neozelandesi Quax e Dixon, il tedesco occidentale Hildenbrand e il portoghese Simões. All'ultima curva Viren viene attaccato prima da Hildenbrand e poi da Quax, ma nel rettilineo finale il finlandese si produce in uno sprint che lo porta a vincere nettamente davanti a Quax, mentre Hildenbrand, tuffandosi sul traguardo, conquista il bronzo precedendo Dixon.
Lasse Viren, che ha coperto l'ultimo giro in 55 secondi, è l'unico atleta nella storia dei Giochi ad avere ripetuto la doppietta su 5000 e 10000.

## Risultati

### Turni eliminatori
| 3 Batterie | 28 luglio | 42 partenti    | Si qualificano i primi 4 + i 2 migliori tempi. |
| Finale     | 30 luglio | 14 concorrenti |                                                |

### Finale
| Primatista mondiale   | 13'13"0 1972 | Emiel Puttemans | Presente |
| Primatista stagionale | 13'13"1      | Dick Quax       | Presente |

| Pos | Paese          | Atleta                  | Tempo    |
| --- | -------------- | ----------------------- | -------- |
|     | Finlandia      | Lasse Virén             | 13'24”76 |
|     | Nuova Zelanda  | Dick Quax               | 13'25”16 |
|     | Germania Ovest | Klaus-Peter Hildenbrand | 13'25”38 |